# النقل الآني للبوابة الكمومية

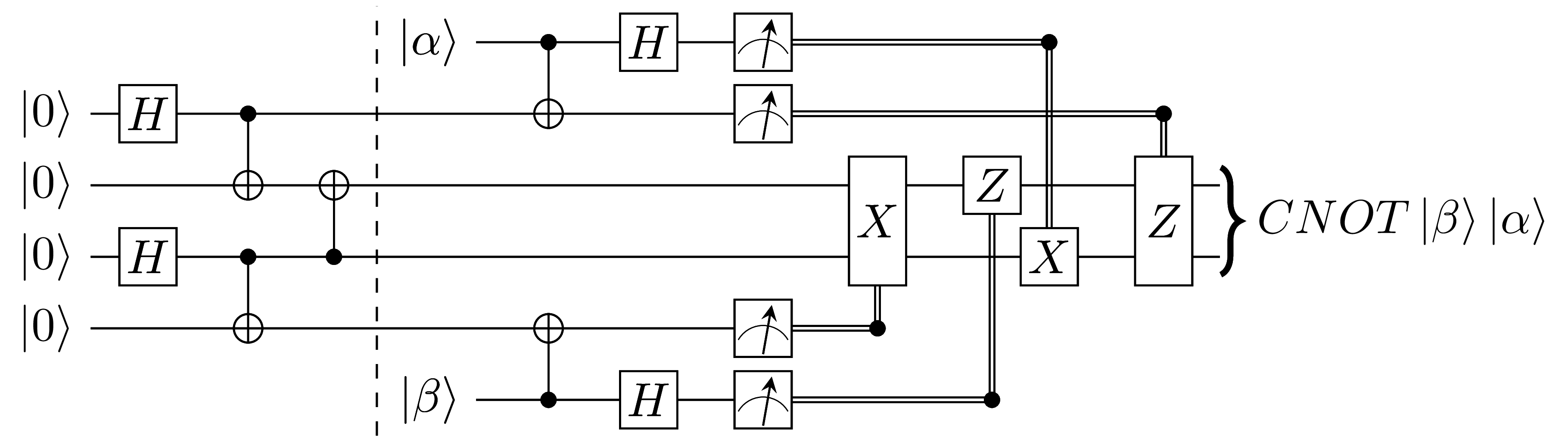
المثال الوارد في حيث يتم تطبيق بوابة CNOT على الدول و من خلال تقاسم الدولة ثم إجراء قياسات بيل فقط وبوابات أحادية كيوبت على الحالة المشتركة. الحالة يتم إنشاؤه قبل (على يسار) الخط المتقطع.

النقل الآني للبوابة الكمومية (Quantum gate teleportation) هو أحد أشكال الكمبيوتر الكمومي أحادي الاتجاه حيث يتم تطبيق البوابات الكمومية على الحالات الكمومية عبر النقل الآني الكمي. إنه يثبت أن الحساب الكمي الشامل يمكن إجراؤه باستخدام بوابات كيوبت واحدة فقط، وقياسات بيل وحالات حالة كرينبيرغر-هورن-زايلنغر GHZ.
هذا يجعله مناسبًا للتطبيقات حيث لا يمكن تطبيق البوابات مباشرة ؛ كما هو الحال في الحوسبة الكمية الضوئية الخطية حيث يصعب تنفيذ بوابتي كيوبت. نظرًا لأنه يمكن تنفيذ الحساب الكمي العالمي المتسامح مع الخطأ باستخدام هذا البروتوكول.
يمكن استخدام النقل الآني للبوابة الكمومية للتحايل على نظرية ايستن-كنيل [الإنجليزية]. تم إثبات النقل الآني للبوابة الكمية بشكل تجريبي فيالحوسبة الكمومية البصرية الخطية [الإنجليزية]،  الحوسبة الكمومية فائقة التوصيل [الإنجليزية]،  حاسوب الكم الأيوني المحاط [الإنجليزية].

## في المختبرات العلمية
أجرى باحثون في ألمانيا عملية بوابة كمومية بين اثنين من كيوبتات في مختبرات مختلفة. حيث يمثل هذا خطوة نحو منطق الكم الموزع ، حيث يمكن لمصممي النظام بناء أجهزة كمبيوتر كمومية معيارية ، ونشر الكيوبتات بين الأجهزة المختلفة مع السماح لهم بالتصرف كجهاز حاسوب واحد. سوف تتجنب الأنظمة الموزعة الحديث المتبادل بين الكيوبتات ، مما يؤدي إلى تدهور الحسابات الكمومية.
تعد إضافة الكيوبتات إلى الحاسوب الكمومي أكثر تعقيدًا من إضافة وحدات بت إلى كمبيوتر تقليدي ، حيث يجب أن يكون كل كيوبت (والذي قد يكون أيونًا محبوسًا أو دائرة فائقة التوصيل أو مركز فراغ نيتروجيني ماسي أو العديد من المظاهر المادية الأخرى للحالة الكمية) قادرة على الخضوع للتفاعلات المنطقية الضرورية مع الحماية أيضًا من الضوضاء - والتي يمكن أن تدمر المعلومات الكمية.